# 呼兰路站

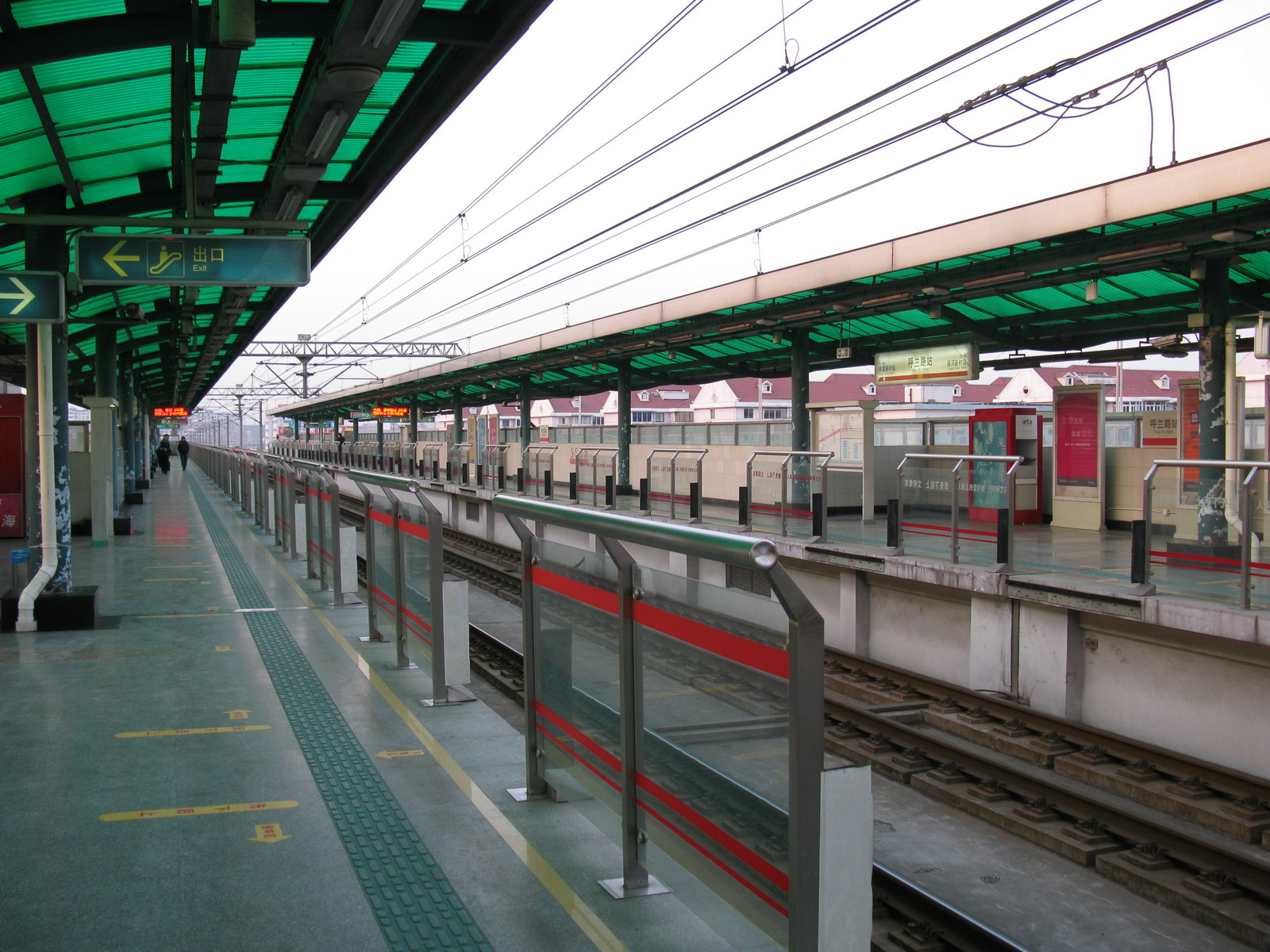
2008年的呼兰路站1号线站台

呼兰路站位于中华人民共和国上海市宝山区共和新路与呼兰路交叉口，是上海地铁1号线与建设中的18号线的地铁换乘站，1号线部分于2004年12月28日启用。

## 車站結構

### 楼层分布
呼蘭路站为高架车站，共有三层：第一层于共和新路平齐，设有4个出入口；二层是站厅，提供地铁售票、交通卡充值、安检进站等服务；三层是站台层，设有两个侧式站台。車站建於南北高架北行線與南行線之間。
以下是呼蘭路站的站房楼层分布图：
| 地上三层 | 道路               | 南北高架北行線                   |  |  |
|          | 侧式站台，右侧开门 |                                  |  |  |
|          |                    | █ 1号线 往富锦路（共富新村）     |  |  |
|          |                    | █ 1号线 往莘庄（通河新村）       |  |  |
|          | 侧式站台，右侧开门 |                                  |  |  |
|          | 道路               | 南北高架南行線                   |  |  |
| 地上二层 | 站厅               | 票务服务、自动售票机、人工服务台 |  |  |
| 地面层   | 出入口             | 1-4出入口                        |  |  |

## 车站出口
|                     |               |      |
| 出口编号            | 出口指示      | 图片 |
| 1 · 出口            | 呼兰路        |      |
| 2 · 出口 · （设有） | 呼玛路 呼兰路 |      |
| 3 · 出口 · （设有） | 纪藴路        |      |
| 4 · 出口            | 呼兰西路      |      |
| 图例： 设有         |               |      |

## 公交换乘
共和新路呼兰路：95路、98路、883路 、宝山35路